# Zig Zag (jeu vidéo, 1984)
Pour les articles homonymes, voir Zigzag (homonymie).
Zig Zag est un jeu vidéo de labyrinthe, développé par Ed Hickman et édité par dK'Tronics en 1984. Il est sorti sur ZX Spectrum et Commodore 64.

## Accueil
Les critiques ont salué les effets 3D du jeu et l'apparence attachante des Scarabaqs. Le magazine CRASH lui a attribué la note de 85 %, et Your Sinclair lui a donné une moyenne de 5/10.